# ラドン
ラドン（英: radon [ˈreɪdɒn]、独: Radon [ˈraːdon, raˈdoːn]）は、原子番号86の元素。元素記号は Rn。

## 歴史
ラジウムに接した大気が放射性を持つということはキュリー夫妻が発見していたが、1900年になって、ドイツの物理学者フリードリヒ・エルンスト・ドルンが元素であることを発見し、アーネスト・ラザフォードとフレデリック・ソディがトリウムから発見していた放射性の気体と同一であることを示した。
ドルンはこの元素を「放射」を意味する “emanation” と呼んだが、ラザフォードは “radium emanation” と呼び、ウィリアム・ラムゼーはラテン語で「光る」を意味する “nitens” にちなみ「ニトン (Niton)」と呼んだ。結局、1923年になってラジウムから生まれる気体という意味から、ラテン語の radius を語源とする “radon” とすることが化学者たちの国際機関により決定した。

## 性質

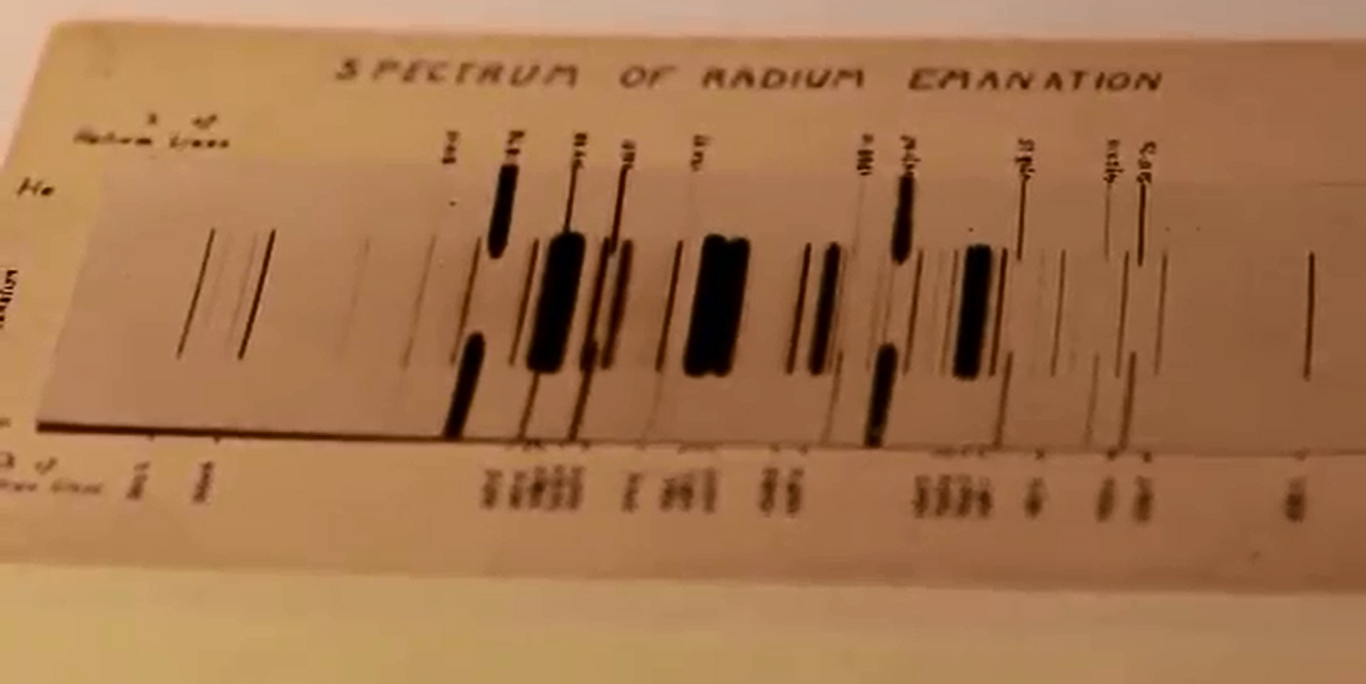
1908年にアーネスト・ラザフォードによって撮影されたラドンの放出スペクトル。スペクトルの横に記された数字は波長を示す。中央のスペクトルがラドンのものであり、外側の2つのスペクトルは波長を校正するために添加されたヘリウムのスペクトルである。

### 物理的性質
ラドンは無味無臭、無色の気体であるため、人間が知覚することはできない。標準状態では単原子分子として存在しており、その密度は9.73 kg/m3と海面における大気の密度1.217  kg/m3のおよそ8倍である。標準状態では無色であるが、-71.15 °C（202 K）の融点以下まで冷却して固体状態になると黄色から赤橙色の鮮やかな放射線ルミネセンスを発する。また、結露して液体状態になると青色から薄紫色に発光する。水に対するラドンの溶解度は他の貴ガス元素と比較して、キセノンの約2倍、クリプトンの約4倍、アルゴンの約8倍、ネオンやヘリウムの約20倍である。有機溶剤やプラスチックに対するラドンの溶解度は水に対するそれよりも約50倍大きい。

### 化学的性質
ラドンは価電子がゼロである貴ガス元素に属している。そのような元素は最外殻電子が閉殻であることに起因して電子が最低のエネルギー準位を形成し、安定化する。そのため、ラドンは大部分の一般的な化学反応（例えば燃焼など）に対して不活性である。最外殻の電子1つを引き離すために必要な第一イオン化エネルギーは1037 kJ/mol。貴ガス元素は周期表上において原子番号が大きくなるほど電気陰性度が大きくなる周期的な傾向がみられるため、貴ガス元素の中で最も原子番号の大きなラドンは貴ガス元素の中では反応性が高い。初期の研究において、ラドンの水和物の安定性は塩素 (Cl2)もしくは二酸化硫黄 (SO2)と同程度であり、硫化水素 (H2S)のそれよりはかなり高いと結論付けられている。
研究コストの高さと放射能のために、ラドンの実験的な化学研究はあまり行われてこなかった。そのため、ラドン化合物の報告はフッ化物と酸化物に関するわずかな報告があるのみである。ラドンは2、3の強力な酸化剤によって酸化することができ、例えばフッ素によって二フッ化ラドンが形成される。二フッ化ラドンは250 °C以上の温度でそれぞれの元素に分解する。低揮発性の物質でありRnF2の組成を持つと考えられているが、ラドンの半減期の短さと放射能のために詳細な性質を研究することはできていない。二フッ化ラドン分子の理論的研究によれば、Rn-F結合の結合距離は2.08 Åであり、二フッ化キセノンよりは熱力学的に安定であると予測されている。よりフッ素数の多いRnF4およびRnF6の存在が主張されており、それらは安定な物質であると計算されているが、実際に合成されたかどうかは疑わしい。例えば、八面体分子構造を取るRnF6は、二フッ化物よりも更に低いエンタルピーを有すると予測されている。[ RnF ]+は以下の反応によって形成されると考えられている。
{\displaystyle {\ce {Rn(g) + 2[O2]^+[SbF6]^-(s) -> [RnF]^+[Sb2F11]^-(s) + 2O2(g)}}}
酸化ラドンは他の数少ない報告されているラドン化合物の一つであり、三酸化物のみが確認されている。カルボニルラドン (RnCO)は安定な化合物であり、直線形分子構造を取ると予測されている。二原子分子であるRn2およびRnXeはスピン軌道相互作用によって著しく安定化することが分かっている。フラーレンの籠の中にラドンを内包させたものは腫瘍に対する薬剤として提案されている。同じ貴ガス元素であるキセノンにXe (VIII)が存在しているにもかかわらず、Rn (VIII)の存在は主張されていない。これは、XeF8が熱力学的に不安定であることから、RnF8は更に不安定であるはずだと考えられているためである。最も安定なRn (VIII)化合物は過ラドン酸バリウム (Ba2RnO6)であると予測されており、それは過キセノン酸バリウム (Ba2XeO6)に類似しているとされる。Rn (VIII)の不安定さは、不活性電子対効果として知られている6s軌道の相対的な安定性によるものである。

## 同位体
最も半減期の長い 222Rn は 238U を始まりとするウラン系列に属し、起源は 238U（半減期4.468×109年） → 234U（2.455×105年） → 230Th（7.538×104年） → 226Ra（1600年） → 222Rn（3.8日）である。
222Rn の壊変生成物は数十分の半減期で高エネルギーのα線3本及びβ線2本の放射線を出して 210Pb（約22年）に至る。
ラドンの同位体には特に名前が付いているものがある。222Rn を狭義にラドン、220Rn をトロン（thoron、記号 Tn）、219Rn をアクチノン（actinon、記号 An）と呼ぶ。ラジウム、トリウム、アクチニウムの壊変によって得られることに由来し、それぞれ別の気体と考えられていた頃の名残である。
なお、222Rn は WHO の下部機関 IARC より発癌性があると (Type1) 勧告されており、土壌に含まれるラドンが地下室に蓄積することなど、危険性が指摘されている。

## 発生

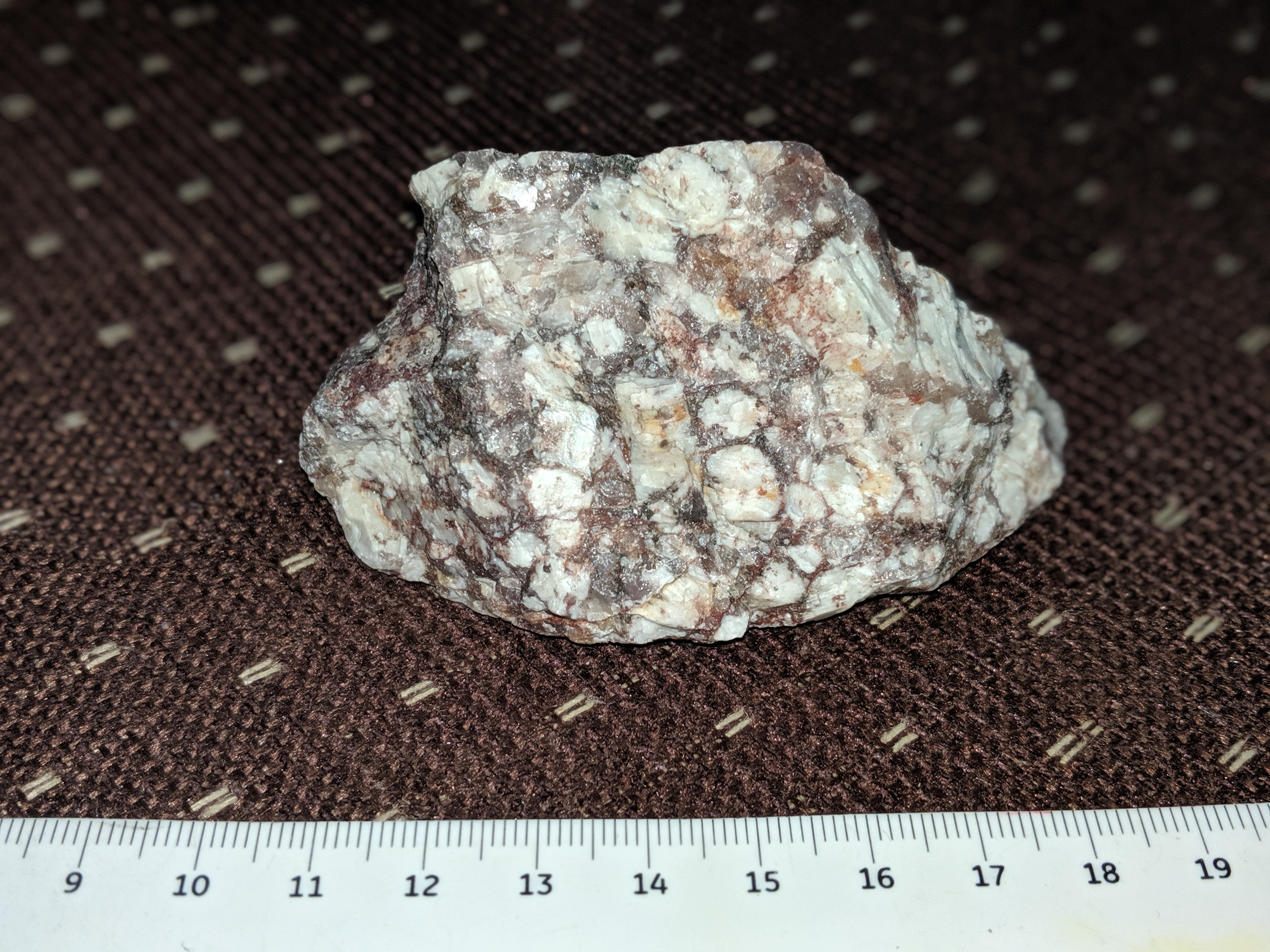
花崗岩の一種であるヘルシンカイト、ラドン含有率の高い鉱石の一つ

ラドンの上位核種であるウランは地下深部にあってマグマの上昇とともに地表にもたらされる。マグマが比較的ゆっくりと固まると、花崗岩に見られるように長石、石英、雲母の結晶が大きく成長する。その結果として、ウランなど他の元素成分は結晶間の隙間に追いやられる。風化によって結晶間のウランが岩石から解き放たれ、河川上流など酸化環境で水に溶けやすいウラニル錯体として水によって運搬される。水中ウランは扇状地や断層など河川水が地下水化しやすい還元環境で堆積層に濃集を繰り返し、ウラン、ラジウム、ラドンの濃度の高い地層が形成される。

## 用途
放射線源（放射性同位体）として利用されていたが、現在は他のもの（コバルト、ストロンチウムなど）に置き換えられている。
地下水中のラドンの調査は、掘り返すことの困難な地下構造を知る上で重要である。ラドンの拡散速度及び地下水の垂直流動速度に比較して、ラドン半減期の短さから地層単位で異なるラドン濃度を反映しやすい。短いスケールとしての、水のトレーサーとしての利用がある。地震の先行現象としての地下水ラドン濃度変化は、1970年代より数多く報告されているが、その機構はまだ十分解明されてはいない。
保健衛生面からは、ラドンは気体として呼吸器に取り込まれ、その娘核種が肺胞に付着することでウラン鉱山労働者などに放射線障害を起こしやすい。公衆の発ガン性リスクとしては、石造りの家、地下室などの空気中ラドン濃度調査が重要である。
ラドンによる体内被曝量は、日本平均で年間0.4 mSv、世界平均で年間1.28 mSvと言われている。

## ラドン温泉
温泉の含有成分としてラドンを含むものは放射能泉として分類されていたが、現在は単純弱放射能泉、単純放射能泉、含弱放射能－〇－〇泉または含放射能－〇－〇泉という泉質名を用いる。ラドンおよびそれ以後の各種放射性同位体が放つ放射線が健康に寄与するとの考え方（ホルミシス効果）があり、痛風、血圧降下、循環器障害の改善や悪性腫瘍の成長を阻害するなどの効能が信じられている。
放射能泉（含放射能－ラドン泉）とは、温泉水1kg中にラドンが74Bq以上のもの、またはラジウムが1 × 10-8mg以上（10pg以上）含まれるものである。また、温泉水1kg中にラドンの濃度が30×10-10Ci = 111Bq以上　8.25マッヘ単位以上のものを療養泉という。オーストリアや日本、ロシアをはじめ、世界中に、療養のために活用されるラドン泉やラドン洞窟が存在する。
1940年にオーストリアのバート・ガスタインのタウエルン山でラドン泉が発見され、1950年代からインスブルック大学医学部とザルツブルク大学理学部の共同研究で、ラドン濃度と治療効果との関連性について研究が開始された。研究の結果、臨床医学的に有効である病気には、強直性脊椎炎（ベヒテレフ病）、リュウマチ性慢性多発性関節炎、変形性関節症、喘息、アトピー性皮膚炎などが挙げられ、ラドン (222Rn) 放射能レベルが300 - 3000 Bq/Lと高い世界の全ての温泉では、適応症のリストが経験的に同じようなものになるとされる。バート・ガスタインのラドン泉ではラドン222の濃度が110 Bq/L以上で放射能療養泉と呼ばれ、年間約10,000人の患者が訪れる。また、バート・ガスタインの近郊には、ガスタイン療養トンネルがあり、「トンネル療法」が実践されている。治療方式は、電動トロッコでトンネル内に入り、約2.5 km奥にある4か所の治療ステーションで一定時間ベッドに臥床する。ラドン濃度は166,500 Bq/m2で、トンネル内温度は37 - 41.5 °C、湿度は70 - 95%である。標高は1,888 - 2,238 m。
日本国内では三朝温泉（鳥取県三朝町）、有馬温泉（兵庫県神戸市）、るり渓温泉（京都府南丹市）、湯来温泉（広島市佐伯区）などがラジウム温泉として知られている。特に三朝温泉は療養泉として古くから様々な患者を受け入れている。

## 屋内ラドンの危険性
ラドンは喫煙に次ぐ肺癌のリスク要因とされ、これまでに、住居内におけるラドン濃度と肺癌リスクの関係について多数の研究が行われている。それらの研究を統合したメタアナリシスの結果によれば、屋内ラドンによるリスクは線量に依存し、時間加重平均暴露値として150 Bq/m3あたり24%の肺癌リスクの増加になることがわかった。同様に大規模な症例数を用いた解析として、欧州9ヶ国の13の症例対照研究を対象にしたプール解析の結果は、線量応答反応は LNT モデルに従っており、統計学的に有意な正の値で、100 Bq/m3（ランダム誤差を調整した暴露推定値）あたり16%の肺癌リスクの増加を示し、他の組織型に比べて小細胞肺癌のリスクが高く、ラドンに暴露した鉱夫の小細胞癌の疫学的研究とも矛盾しない結果が得られた。

### ラドン濃度から被曝線量への換算
屋内ラドンの吸入による被曝線量 D [mSv] は、UNSCEAR により次式で表される。
D = QKTF
Q は空気中のラドン濃度 [Bq/m3]、K は線量換算係数で、値は9×10−6 mSv/(Bq h /m3) が用いられる。T は所在期間で、年間の逗留率を0.8と仮定すると、0.8×8760 h/年。F はラドン壊変生成核種のラドンに対するポテンシャルアルファエネルギーの比で、屋内の値として0.4が用いられる。
これらの値を用いて計算すると、屋内ラドン濃度の世界の算術平均は40 Bq/m3なので、年間の被曝線量 D は、(40 Bq/m3) × (9×10−6 mSv/(Bq h/m3)) × (0.8×8760 h/年) × 0.4 ≒ 1 mSv/年と見積もられる。日本の屋内ラドン濃度の算術平均は15.5 Bq/m3で、年間の被曝線量 D は0.39 mSv/年となる。100 Bq/m3なら、2.5 mSv/年と換算される。

### WHOによる屋内ラドンの危険性に関する問題提起
2005年6月、世界保健機関 (WHO) は、ラドンは喫煙に次ぐ肺癌のリスク要因とし、これまでに、住居内におけるラドン濃度と肺癌リスクの関係について多数の研究が行われているとして、放射性であるラドンが肺癌の重要な原因であることを警告した。
同機関は、各国の肺癌の発生率を低減させる活動の一部として、各地域におけるラドンガスに関連する健康被害の軽減を支援するための初の国際ラドンプロジェクトを2005年に発足させ、2009年にはその成果を「屋内ラドンに関するWTOハンドブック」として公表した。
2004年、欧州の疫学調査の基礎データを解析した結果、100 Bq/m3レベルというラドン濃度環境においても肺がんのリスクが有意に高く、その線量-効果関係は、閥値無しで直線的な関係（どれほど微量な線量であっても、それに見合った分だけ発がん確率が上昇する）にあるという論文が発表された。
2005年8月、WHO は、高自熱放射線とラドンに関する第6回国際会議 (6th lnt. Conf. on High Levels of Natural Radiation and Radon Areas) を開催し、RRR (Residential Radon Risk) に関するラドンプロジェクトを開始した。200 - 400Bq/m3の室内ラドン濃度を限界濃度あるいは基準濃度として許容している国が多数である。
アメリカの環境保護庁 (EPA) の見解によると、ラドンに安全量はなく、少しの被曝でも癌になる危険性をもたらすものとされ、米国科学アカデミーは毎年15,000から22,000人のアメリカ人が屋内のラドンが関係する肺癌によって命を落としていると推定している。

## ラドンの化合物
- 二フッ化ラドン